# Назаров Шаріф Назарович
Шаріф Назарович Назаров (тадж. Шариф Назарович Назаров, нар. 23 лютого 1946) — радянський футболіст, що грав на позиції захисника. По закінченні кар'єри футболіста — радянський і таджицький футбольний тренер. Відомий тривалою роботою в душанбинському «Памірі», перший головний тренер національної збірної Таджикистану. Працює головним тренером олімпійської збірної Таджикистану та головним тренером клубу «Хайр Вахдат».

## Біографія
Шаріф Назаров рано залишився без батьків, та виховувався в дитячому будинку в Таджикистані, де розпочав займатися футболом. Вже у 18 років він отримав запрошення виступати в найсильнішій на той час команді республіки «Енергетик» з Душанбе, а в 1967—1969 роках грав у команді класу «Б» «Пахтакор» (Курган-Тюбе). У 1969 році футболіст повернувся до «Енергетика», який невдовзі був перейменований на «Памір». У 1971 році Назаров закінчив виступи на футбольних полях, і невдовзі розпочав тренерську кар'єру. У 1971—1975 роках він працював адміністраторм команди «Памір», а в 1976—1981 роках працював начальником команди душанбинського клубу. У 1982—1983 роках Назаров працював головним тренером аматорського клубу «Орзу» (Шахрінав).
у 1983 році Шаріф Назаров повертається до роботи начальником команди «Паміра», а з початку 1986 року стає головним тренером душанбинської команди. У 1988 році «Памір» на чолі з Назаровим виграв першу лігу СРСР, та здобув путівку до вищої союзної ліги. Адле вже в кінці 1988 року за рекомендацією керівництва радянського футболу тренера відправили у відрядження за кордон, де він став головним тренером єгипетського клубу «Ель-Маріх». У 1989 році Назаров повертається до роботи в «Памірі», та працює в душанбинській команді до 1992 року, вже в час проведення незалежного чемпіонату Таджикистану. У 1992 році, вже після розпаду СРСР, Назарову присвоїли звання Заслуженого тренера СРСР.
У 1992 році Шаріф Назаров став першим в історії головним тренером національної збірної Таджикистану. У збірній тренер працював до 1993 року, а в 1994—1995 роках таджицький спеціаліст працював головним тренером узбецького клубу «Новбахор». У 1997 році Назаров знову очолив душанбинський «Памір», який на той час грав під назвою «СКА-ППО-Памір». У 1998—2001 роках тренер очолював таджицький клуб «Варзоб», та одночасно в 1999 році очолював національну збірну Таджикистану. У 1999—2001 роках Назаров працював головним тренером клубу «Фаррух». У 2003—2005 роках досвідчений тренер очолював клуб «Авіатор», та одночасно в 2003 році знову працював головним тренером національної збірної Таджикистану. У 2004—2006 роках Назаров знову очолював національну збірну, а в 2006—2007 роках працював головним тренером клубу «Хіма».
З 2008 року Шаріф Назаров працює головним тренером олімпійської збірної Таджикистану. У 2009 році Назаров став президентом клубу «Регар-ТадАЗ», та перебував на цій посаді до 2016 року. З 2016 року Шаріф Назаров очолює тренерський штаб клубу «Хайр Вахдат».

## Титули і досягнення

### Як тренер
- Переможець першої ліги СРСР — 1988
- Чемпіон Таджикистану (4):

«Памір»: 1992
«Варзоб»: 1998, 1999, 2000
- Володар Кубка Таджикистану (4):

«Памір»: 1992
«Варзоб»: 1999
«Авіатор»: 2004